# Lord-lieutenant du Merionethshire
Ceci est une liste de personnes qui ont servi comme Lord Lieutenant du Merionethshire. Depuis 1762, tous les Lords lieutenant ont également été Custos Rotulorum of Merionethshire. L'office a été supprimé le 31 mars 1974 et remplacé par le Lord Lieutenant de Gwynedd et Lord Lieutenant de Clwyd.

## Lord Lieutenants du Merionethshire jusqu'en 1974
- voir Lord Lieutenant du pays de Galles avant 1694
- Charles Talbot, 1er duc de Shrewsbury 31 mai 1694 – 10 mars 1696
- Charles Gerard, 2e comte de Macclesfield 10 mars 1696 – 5 novembre 1701
- William Stanley, 9e comte de Derby 18 juin 1702 – 5 novembre 1702
- Hugh Cholmondeley, 1er comte de Cholmondeley 2 décembre 1702 – 4 septembre 1713
- Other Windsor, 2e comte de Plymouth 4 septembre 1713 – 21 octobre 1714
- Hugh Cholmondeley, 1er comte de Cholmondeley 21 octobre 1714 – 18 janvier 1725
- George Cholmondeley, 2e comte de Cholmondeley 7 avril 1725 – 7 mai 1733
- George Cholmondeley, 3e comte de Cholmondeley 14 juin 1733 – 25 octobre 1760
- vacant
- William Vaughan 26 avril 1762 – 12 avril 1775
- Watkin Williams-Wynn, 4e baronnet 10 juin 1775 – 1789
- Watkin Williams 27 août 1789 – 4 décembre 1793
- Watkin Williams-Wynn, 5e baronnet 4 décembre 1793 – 6 janvier 1840
- Edward Lloyd-Mostyn, 2e baron Mostyn 25 janvier 1840 – 17 mars 1884
- Robert Davies Pryce 17 mai 1884 – 30 septembre 1891
- William Robert Maurice Wynne 30 septembre 1891 – 25 février 1909
- Arthur Osmond Williams, 1er baronnet 22 mars 1909 – 28 janvier 1927
- George Ormsby-Gore, 3e baron Harlech 22 février 1927 – 8 mai 1938
- William Ormsby-Gore, 4e baron Harlech 22 juin 1938 – 25 juin 1957
- John Francis Williams-Wynne, 25 juin 1957 – 31 mars 1974

## Deputy Lieutenants
Deputy Lieutenants soutien traditionnellement le lord lieutenant. Il pourrait y avoir plusieurs deputy lieutenants à tout moment, selon la population du comté. Leur nomination n'e prend pas fin avec le changement de Lord-Lieutenant, mais ils ont habituellement pris leur retraite à l'âge de 75 ans.
- Romer Williams, Esq. 19 avril 1901[1]
- Lieutenant-Colonel George Frederick Scott 15 mai 1901[2]